# زنبق چینگهایی
زنبق چینگهایی (نام علمی: Iris qinghainica) نام یک گونه از سرده زنبق است.